# Stała Eulera
Stała Eulera, stała Eulera-Mascheroniego (γ) – stała matematyczna wynosząca około 0,5772156649.

## Historia notacji
Stałą po raz pierwszy zapisał szwajcarski matematyk Leonhard Euler w dziele zatytułowanym De Progressionibus harmonicis Observationes. Oznaczał ją za pomocą C i O. W 1790 r. włoski matematyk Lorenzo Mascheroni używał liter A i a. Znak {\displaystyle \gamma } nie pojawia się w pismach Eulera ani Mascheroniego i został użyty później ze względu na związek stałej Eulera z funkcją gamma. Na przykład niemiecki matematyk Carl Anton Bretschneider używał symbolu γ w 1835 roku.

## Definicja
Stała Eulera pojawia się w analizie matematycznej jako granica ciągu
{\displaystyle \gamma =\lim _{n\to \infty }\left(1+{\frac {1}{2}}+{\frac {1}{3}}+\ldots +{\frac {1}{n}}-\ln(n+1)\right)=\lim _{n\to \infty }\left(\sum _{k=1}^{n}{\frac {1}{k}}-\ln(n+1)\right)=\lim _{n\to \infty }\left(H_{n}-\ln(n+1)\right),}
gdzie {\displaystyle H_{n}} oznacza odpowiednią liczbę harmoniczną.
Inaczej można ją zdefiniować za pomocą funkcji ζ Riemanna:
{\displaystyle \gamma =\lim _{x\to 1^{+}}\left(\zeta (x)-{\frac {1}{x-1}}\right)}
lub za pomocą następującej całki:
{\displaystyle \gamma =-\int _{0}^{\infty }{\frac {\ln t}{e^{t}}}{\text{d}}t.}
Występuje też jako wartość wielu innych całek oznaczonych.

## Własności
Średnia wartość części ułamkowych z dzielenia liczby naturalnej N przez kolejne liczby mniejsze od N (albo kolejne liczby pierwsze mniejsze od N) dąży do wartości {\displaystyle 1-\gamma } przy wzroście N.
Stała Eulera bardzo często pojawia się w teorii liczb np. przy asymptotycznych oszacowaniach niektórych funkcji arytmetycznych (twierdzenie Dirichleta o sumie dzielników liczb naturalnych, czy też twierdzenie Mertensa). Pojawia się też często przy rozważaniu szeregu harmonicznego. W tych rozważaniach często występuje:
{\displaystyle e^{\gamma }=\prod _{k=1}^{\infty }{\frac {\sqrt[{k}]{e}}{1+{\frac {1}{k}}}}\approx 1{,}78107\dots }
Do dzisiaj (stan na rok 2024) wymierność tej stałej nie została udowodniona ani podważona, lecz wykazano, że jeśli liczba γ jest liczbą wymierną, to jej mianownik musi mieć ponad 10242080 cyfr.
Wartość przybliżona stałej Eulera γ ≈ 0,57721 56649 01532 86060 65120 90082 40243 10421 59335 93992 35988 05…
Do obliczania wartości liczby γ można użyć wzoru:
{\displaystyle {\frac {1}{24(n+1)^{2}}}<\left(\sum _{k=1}^{n}{\frac {1}{k}}\right)-\ln {\left(n+{\frac {1}{2}}\right)}-\gamma <{\frac {1}{24n^{2}}}.}

### Związki
Stała Eulera występuje m.in. w:
- wyrażeniach związanych z całkami funkcji wykładniczych,
- transformacjach Laplace’a logarytmu naturalnego.